# Neorhadinorhynchus aspinosus
Neorhadinorhynchus aspinosus är en hakmaskart som först beskrevs av Fukui och Morisita 1937.  Neorhadinorhynchus aspinosus ingår i släktet Neorhadinorhynchus och familjen Cavisomidae. Inga underarter finns listade i Catalogue of Life.